# احسان بیگلری
احسان بیگلری (زاده ۳ فروردین ۱۳۶۱ تهران) کارگردان و فیلمنامه‌نویس ایرانی است. همسر او پریسا هاشم‌پور فیلم نامه نویس و بازیگر تئاتر است. وی همچنین دانش آموخته فیزیک در مقطع کارشناسی است.

## آثار

### کارگردان
- برادرم خسرو (۱۳۹۴)

### نویسنده
- آذر (فیلم) (۱۳۹۵)
- برادرم خسرو (۱۳۹۴)
- نقطه کور (۱۳۹۴)

## جوایز
- نامزد بهترین کارگردانی - نگاه نو
- برنده (جایزه ویژه هیئت داوران) جشنواره بین‌المللی فیلم شهر
- برنده دیپلم افتخار جشن انجمن منتقدان و نویسندگان